# Phthinomita hallae
Phthinomita hallae is een soort in de taxonomische indeling van de platwormen (Platyhelminthes). De worm is tweeslachtig en kan zowel mannelijke als vrouwelijke geslachtscellen produceren. De soort leeft in zeer vochtige omstandigheden.
De platworm behoort tot het geslacht Phthinomita en behoort tot de familie Sanguinicolidae. De wetenschappelijke naam van de soort werd voor het eerst geldig gepubliceerd in 2006 door Nolan & Cribb.